# دوازده خدای اصلی

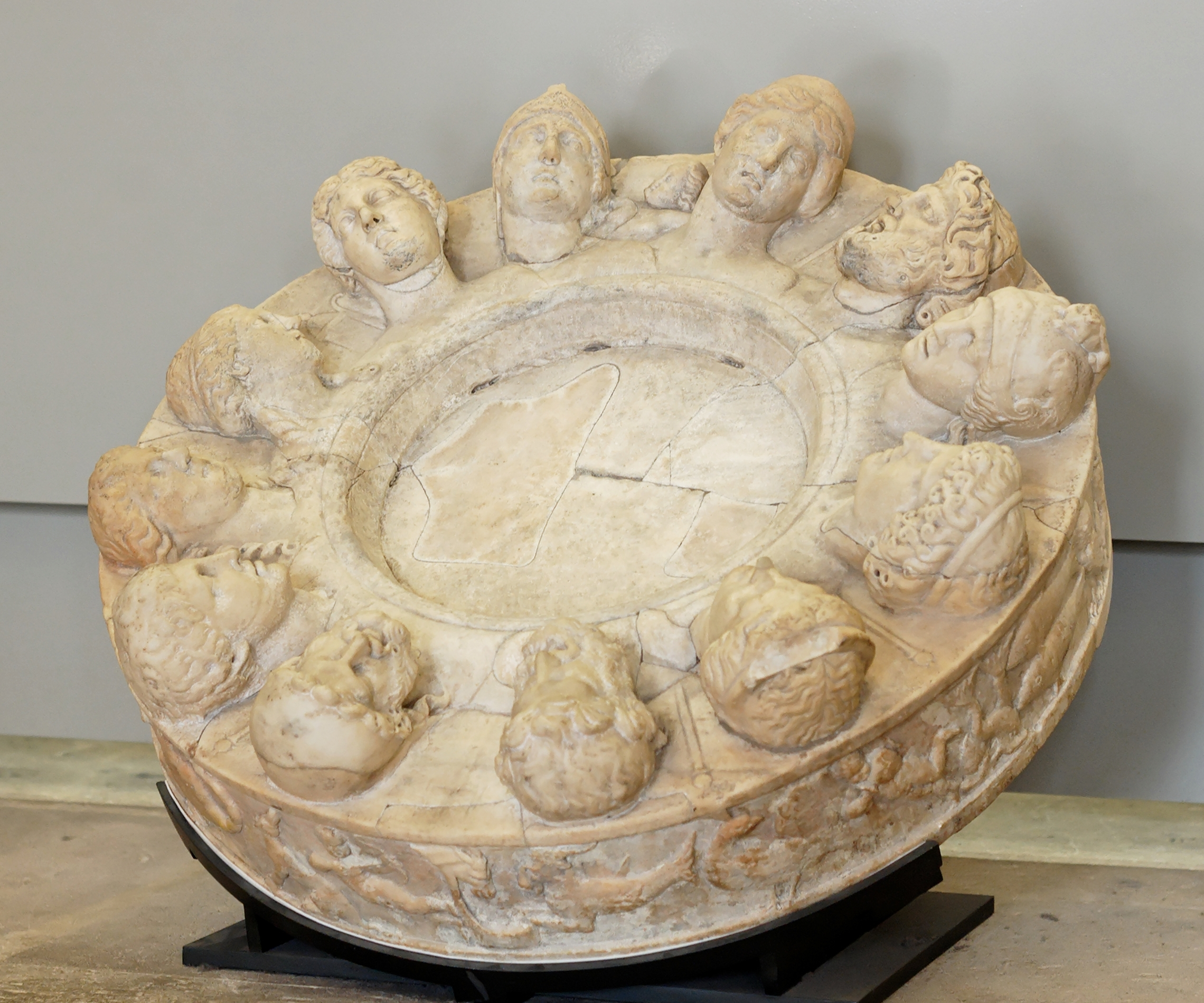
اگرچه هدف آیینی این محراب قرن اول پیش از میلاد از گابی مشخص نیست، اما دوازده خدای تصویر شده مطابق با Dii Consentes هستند.

دوازده خدای اصلی (انگلیسی: Dii Consentes) فهرستی باستانی از دوازده خدای بزرگ، شش خدا و شش الهه در فهرست خدایان رومی، در پانتئون دین در روم باستان هستند. مجسمه‌های طلایی آنها در فروم رم و بعدها ظاهراً در تالار رضایت خدایان قرار داشت.
خدایان توسط شاعر انیوس در اواخر قرن سوم پیش از میلاد به نقل از یک شاعر ناشناخته یونانی فهرست شدند:
یونو، وستا (اسطوره)، مینرو، سرس (اسطوره)، دیان، ونوس
، مارس (اسطوره)، مرکوری (اسطوره)، ژوپیتر، نپتون (اسطوره)، وولکان (اسطوره)، آپولون